# 榊原萌
榊原 萌（さかきばら もえ、1998年7月31日 - ）は、日本の女優。
静岡県浜松市育ち。フリーランス。

## 略歴
- 浜松市に生まれる。
- 幼少期から演技に興味を持ち、高校卒業後に東京 /尚美ミュージカル学科卒業。
- 卒業後、2019年から本格的に女優業を始める。
- 歌やダンスを得意とし、ミュージカルの舞台を目指している。

## 人物
- 身長163cm。
- 静岡県は浜松で生まれ育つ。

## 舞台
- 「異次元！シンデレラと3人の御曹司[1]』
- 『The Great Gatsby In Tokyo[2]』
- 『ズボン船長[3]』
- 『月光の娘』
- 『イケない！ハイスクール[4]』
- 『忍び不忍[5]』